# Arondismentul Saint-Benoît
Arondismentul Saint-Benoît (în franceză Arrondissement de Saint-Benoît) este un arondisment din Réunion, Franța.

## Subdiviziuni

### Cantoane
- Cantonul Bras-Panon
- Cantonul La Plaine-des-Palmistes
- Cantonul Saint-André-1
- Cantonul Saint-André-2
- Cantonul Saint-André-3
- Cantonul Saint-Benoît-1
- Cantonul Saint-Benoît-2
- Cantonul Sainte-Rose
- Cantonul Salazie

### Comune
| 1. Bras-Panon (97402)  | 2. La Plaine-des-Palmistes (97406) | 3. Saint-André (97409) | 4. Saint-Benoît (97410) |
| 5. Sainte-Rose (97419) | 6. Salazie (97421)                 |                        |                         |

1. ↑  Q125358873[*] Verificați valoarea |titlelink= (ajutor)